# DeVon Hardin
DeVon Michael Hardin (Long Beach, Kalifornija, 7. rujna 1986.) je američki profesionalni košarkaš. Igra na poziciji centra, a trenutačno je član grčkog Egaleoa iz Atene.

## Karijera
Hardin je pohađao poznato sveučilište Berkeley iz Kalifornije, na kojem je proveo četiri godine. Nakon završetka sveučilišta, izabran je na NBA draftu 2008. u 2. krugu (50. ukupno) od strane Seattle SuperSonicsa. Kako nije uspio izboriti svoje mjesto u momčadi SuperSonicsa, Hardin je u siječnju 2009. otišao u atenskog prvoligaša Egaleoa. Kasnije je sudjelovao u neuspješnoj razmjeni igrača između Thundersa i Hornetsa, po kojoj je trebao zajedno s Chrisom Wilcoxom i Joe Smithom otići u New Orleans, dok je u Oklahomu trebao stići Tyson Chandler. 

## Vanjske poveznice
- Službena stranica  Arhivirana inačica izvorne stranice od 22. veljače 2009. (Wayback Machine)
- Profil na NBA.com
- Draft Profil na NBA.com
- Profil  Arhivirana inačica izvorne stranice od 28. veljače 2009. (Wayback Machine) na DraftExpress.com